# Diospyros sparsirama
Diospyros sparsirama là một loài thực vật có hoa trong họ Thị. Loài này được Hiern ex Greves mô tả khoa học đầu tiên năm 1929.